# Ординариат Восточной Европы
 Ординариат Восточной Европы  (лат. Europae Orientalis) — церковная структура Армянской Католической церкви с центром в городе Гюмри, Армения.

## История
13 июля 1991 года Святой Престол учредил Ординариат для верующих армянского обряда Армянской католической церкви, проживающих в странах Восточной Европы (кроме Польши, Румынии и Греции).
В России верующие Армянской католической церкви проживают в основном в южных регионах страны и в крупных городах. Из-за отсутствия собственной армянской католической иерархии и священнослужителей верующие Армянской католической церкви в основном посещают латинские приходы. В каждой латинской епархии России существуют священнослужители (в основном армяне), которым ординарием Ординариата Восточной Европы предоставлена юрисдикция над верующими Армянской католической церкви, проживающими в этих латинских епархиях. 
В Москве действует «Приход святого Григора Просветителя», богослужения которого совершаются в латинском кафедральном соборе Непорочного Зачатия.

## Ординарии
- архиепископ Нерсес Тер-Нерсесян (13.07.1991 — 2.04.2005);
- архиепископ Нехан Каракегеян (2.04.2005 — 6.01.2010);
  - священник Ваган Оганян (6.01.2010 — 24.06.2011) — апостольский администратор;
- архиепископ Рафаэль Франсуа Минасян (24.06.2011 — 23.09.2021);
  - Mikael Bassalé, I.C.P.B. (17.05.2022 — 21.08.2024) — апостольский администратор;
- Kévork Noradounguian, I.C.P.B. (с 21.08.2024).

## Источник
- Annuario Pontificio, Libreria Editrice Vaticana, Città del Vaticano, 2003, ISBN 88-209-7422-3